# 汉弗莱斯峰
汉弗莱斯峰（英語：Humphreys Peak）是美国亞利桑那州的最高峰，海拔12,633英尺（3,851），位于可可尼诺国家森林的卡驰纳峰原野地区，大约位于弗拉格斯塔夫以北11英里（17.7）处，处于圣弗朗西斯科火山带中。